# Eduardo Marçal Grilo
Eduardo Carrega Marçal Grilo (ur. 8 lutego 1942 w Castelo Branco) – portugalski inżynier i polityk, w latach 1995–1999 minister edukacji.

## Życiorys
Z wykształcenia inżynier mechanik, absolwent Instituto Superior Técnico (IST) na Universidade Técnica de Lisboa (1966). Magisterium uzyskał w 1968 w Imperial College London. Doktoryzował się z inżynierii mechanicznej w IST w 1973. Pracował jako nauczyciel akademicki w IST. W latach 1976–1980 pełnił funkcję dyrektora generalnego do spraw szkolnictwa wyższego. W latach 80. był konsultantem w Banku Światowym. W 1989 objął kierownicze stanowisko w Fundação Calouste Gulbenkian. W latach 1992–1995 przewodniczył Conselho Nacional de Educação, działającej na poziomie krajowym radzie do spraw edukacji.
Od 1995 do 1999 sprawował urząd ministra edukacji w rządzie Antónia Guterresa. W latach 2000–2015 pełnił funkcję dyrektora wykonawczego Fundação Calouste Gulbenkian. W 2015 powołany na przewodniczącego rady generalnej Uniwersytetu w Aveiro.

## Odznaczenia
- Komandor Orderu Edukacji Publicznej (1986)[4]
- Wielki Oficer Orderu Zasługi (1994)[4]
- Krzyż Wielki Orderu Świętego Jakuba od Miecza (2006)[4]